# Dizzy Man's Band

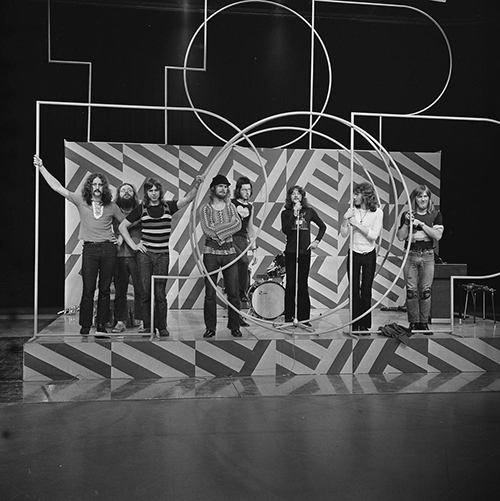
Dizzy Man's Band in 1972

Dizzy Man's Band was een Nederlandse pretpopgroep uit Zaandam rond zanger Jacques Kloes.

## Geschiedenis
De band debuteerde in 1970 met het nummer Tickatoo, met een herkenbare, van Creedence Clearwater Revival (Down On The Corner) geleende melodielijn. Ook blazersrockgroepen als Blood, Sweat & Tears behoorden tot de referentiekaders, blijkens een nummer als A matter of facts.
Andere nummers van de groep zijn Jumbo, Mickey Mouse, Rio, The Show en Mony the phoney. Van die laatste twee nummers werd een tweetalige medley gemaakt als reclame voor een bank. Farce Majeure maakte van The Show een aanklacht op de regering ("Het is maar show"). In 1975 werd gescoord met The Opera, een nummer dat opviel door de Pavarotti-achtige intermezzo's. Dit nummer is gebaseerd op 'Leichte Kavallerie' van Franz von Suppé.
In 1983 viel de Dizzy Man's Band uiteen maar kwam later bijeen voor de Goud van Oud-concerten van Veronica. In 2009 kwam er weer een reeks concerten.
In 2020 werd een Dizzy Man's Band 2.0 opgericht, met slechts twee leden die eerder in de band hebben gespeeld (saxofonist Bert Ramaakers en trompettist Jan Doedens). Op 2 september 2022 vond tijdens het Høkersweekend, een jaarlijks evenement voor fans van Normaal, het eerste optreden van deze groep plaats.

## Bandleden
- Dick Buijsman - basgitaar
- Dirk van der Horst (1946-2004) † - sologitaar
- Karl Kalf - trompet, bugel en cello
- Bob Ketzer (-1996) † - zang, percussie
- Jacques Kloes (1948-2015) † - zang
- Erwin van Ligten - van 1980 tot 1983 basgitaar
- Herman Smak (1946-2004) † - orgel, piano
- Joop Tromp - drums en percussie
- Klaas Versteeg - dwarsfluit en saxofoon
- Frans Meinicke † - van 1974 tot 1980 basgitaar

## Singles
| Single met eventuele hitnotering(en) in de Nederlandse Top 40 | Datum van verschijnen | Datum van binnenkomst | Hoogste positie | Aantal weken | Opmerkingen |
| ------------------------------------------------------------- | --------------------- | --------------------- | --------------- | ------------ | ----------- |
| Tell me it's allright                                         |                       |                       |                 |              | geen hit    |
| Tickatoo                                                      |                       | 11-7-1970             | 6               | 10           |             |
| Young love/Pearly queen                                       |                       | 3-10-1970             | tip             |              |             |
| Zig-zag city                                                  |                       | 20-2-1971             | 37              | 2            |             |
| Let's go to the beach                                         |                       | 3-7-1971              | 17              | 6            |             |
| A matter of facts                                             |                       | 15-1-1972             | 5               | 9            |             |
| Jumbo (†)                                                     |                       | 17-6-1972             | 10              | 9            |             |
| Shocking                                                      |                       | 11-11-1972            | 17              | 5            |             |
| The show                                                      |                       | 31-3-1973             | 5               | 14           |             |
| Fire                                                          |                       | 10-11-1973            | 21              | 4            |             |
| Mony the phoney                                               |                       | 16-2-1974             | 18              | 4            |             |
| Dizzy on the rocks                                            |                       | 18-1-1975             | 31              | 3            |             |
| The opera                                                     |                       | 7-6-1975              | 2               | 8            |             |
| Turkey Turkey                                                 |                       | 3-1-1976              | 25              | 4            |             |
| Every day in action                                           |                       | 24-7-1976             | 19              | 5            |             |
| (Don't let them) Stop the music                               |                       | 1977                  |                 |              | geen hit    |
| Rio                                                           |                       | 7-1-1978              | 26              | 5            |             |
| Red                                                           |                       | 2-9-1978              | 30              | 4            |             |
| Mony, Mony                                                    |                       | 12-7-1980             | tip             |              |             |

## Albums
- Dizzy do tickatoo, 1970
- Luctor et emergo - Injection, 1971 - Met o.a. Patricia en Yvonne Paay, en het orkest van Benny Behr.

Kant A
- Eleanor Rigby
- Concert voor 14 billen
- Someday in my life
- As the sun is fade away
- Running restless

Kant B
- Books
- Canya
- I never gonna be a man
- Sweet harmony
- Newspaper
- Red light district

- The Show (1973)
- The opera (1975)

## NPO Radio 2 Top 2000
| Nummers met noteringen in de NPO Radio 2 Top 2000 | '99  | '00  | '01  | '02  | '03  | '04  | '05  | '06  | '07  | '08  | '09  | '10  | '11  | '12  | '13  | '14  |
| ------------------------------------------------- | ---- | ---- | ---- | ---- | ---- | ---- | ---- | ---- | ---- | ---- | ---- | ---- | ---- | ---- | ---- | ---- |
| The opera                                         | 1423 | 1049 | 410  | 701  | 1033 | 745  | 844  | 906  | 1035 | 858  | 1326 | 1340 | 1546 | 1885 | 1605 | 1754 |
| The show                                          | 1542 | 1354 | 1228 | 1697 | 1772 | 1567 | 1815 | 1697 | 1927 | 1700 | -    | -    | -    | -    | -    | -    |

1. ↑  Een '-' betekent dat het nummer niet was genoteerd en een vetgedrukt getal geeft de hoogste notering van een nummer aan.
2. ↑  Deze tabel is bijgewerkt tot en met de laatste editie (2024).